# Carmen Oliveira
Carmen Sousa de Oliveira Furtado (Sobradinho, Distrito Federal, 17 de agosto de 1965) es una ex corredora de larga distancia de Brasil.

## Trayectoria
Terminó en undécimo lugar en el Campeonato Mundial de Atletismo de 1993 en la especialidad de 10000 metros lisos, batiendo la plusmarca de Sudamérica con un tiempo de 31:47.76. También consiguió el récord sudamericano en los 5000 metros lisos con un tiempo de 15:22.01, y en la maratón con un tiempo de 2:27:41 horas, tiempo que consiguió en 1994 en la maratón de Boston. También ganó en dos ocasiones el Campeonato Sudamericano de cross en 1992 y 1994.

## Resultados
| Representando a Brasil | Representando a Brasil | Representando a Brasil   | Representando a Brasil | Representando a Brasil | Representando a Brasil |
| ---------------------- | ---------------------- | ------------------------ | ---------------------- | ---------------------- | ---------------------- |
| 1992                   | Juegos Olímpicos       | Barcelona, España        | Primera ronda          | 10000 m                | 34:48.21               |
| 1995                   | Juegos Panamericanos   | Mar del Plata, Argentina | 1ª                     | 10000 m                | 33:10.19               |
| 1996                   | Juegos Olímpicos       | Atlanta, Estados Unidos  | —                      | Maratón                | No terminó             |